# Kwinana
El SS Kwinana fue un buque de vapor australiano de alta mar, de carga y de pasajeros. Fue construido en Inglaterra en 1892 como el buque de carga SS Darius. En 1912 cambió de propietarios, fue reacondicionado como buque de carga y de pasajeros y rebautizado como Kwinana.
En 1920-21 sufrió daños a causa de un incendio en su cargamento y naufragó en 1922 cuando encalló a unos 24 kilómetros (15 millas) al sur de Fremantle, en Australia Occidental. El lugar del naufragio se llama ahora Kwinana Beach y sus restos están automáticamente protegidos por la Ley Federal Australiana.

## Hundimiento
El día de Navidad de 1920 a las 6:30  p. m, el Kwinana se encontraba entre Geraldton y Shark Bay cargado con madera y otros cargamentos para su entrega a Wyndham, Australia Occidental, cuando su tripulación descubrió un incendio en su bodega transversal, que contenía 300 toneladas (300 toneladas largas) de carbón. La tripulación luchó contra el incendio y creyó que lo habían extinguido, pero cuando llegó a Denham, Australia Occidental, se reavivó, por lo que continuó hasta Carnarvon, Australia Occidental, donde llegó a las 2  a. m. del 27 de diciembre y obtuvo ayuda desde tierra. El cargamento se descargó en Carnarvon, pero solo había bombas manuales para combatir el incendio. Se extendió, alcanzando su bodega n°2 el día de Año Nuevo de 1921 y también alcanzó su bodega n°3. No se extinguió por completo hasta el 5 de enero. El remolcador de salvamento Wyola fue enviado desde Fremantle e inundó el Kwinana, hundiéndolo en el embarcadero de Carnarvon en aproximadamente 5,8 metros (19 pies) de agua. Luego fue bombeado y sacado a flote.
Un perito de Lloyd's, el capitán Arundel, y el gerente de State Implement Works, Frank Shaw, declararon que el barco estaba en condiciones de navegar y podía regresar a Fremantle. Pero la tripulación desconfiaba de su estado y exigió que se le pagara una prima por trabajar con él de regreso a Fremantle. El SSS citó a todos los miembros de la tripulación por negarse a cumplir con su deber, por lo que el Tribunal de Policía obtuvo una inspección independiente del barco por parte del capitán Mills, estibador de Carnarvon. Mills declaró que el barco no estaba en condiciones de navegar, por lo que los magistrados desestimaron el caso.
El SSS despidió a la tripulación y la envió de regreso a Fremantle a bordo del barco Minderoo. Se envió una nueva tripulación desde Fremantle por ferrocarril a Geraldton y de allí por mar a Carnarvon. El 25 de marzo, el Kwinana partió de Carnarvon por sus propios medios, escoltado por el barco Kurnalpi. El 28 de marzo llegó a Fremantle, pero chocó con el barco Port Stephens.
En el fondo de sus bodegas había unas 1.200 toneladas de mineral de fosfato que se habían utilizado como lecho para el ganado. El mineral valía unas 4.000 libras y estaba asegurado por separado del barco. El mineral se descargó en Fremantle y se envió a las plantas de superfosfato.
El barco tenía 28 años, aún conservaba sus calderas originales y sus costes de funcionamiento habían ido aumentando. Antes del incendio, la SSS había considerado que no lo vendería más que durante los próximos años, por lo que su valor contable era de tan solo 4.500 libras esterlinas. Tras las negociaciones, los aseguradores pagaron a sus propietarios 17.000 libras esterlinas y dejaron que la SSS se deshiciera de él. No se pudo encontrar comprador, por lo que la SSS decidió desguazarlo. Estuvo atracado en el muelle norte número 9 durante varios meses, donde le quitaron todos los accesorios que habían sobrevivido al incendio. Sin embargo, con el tiempo el trabajo llegó a una etapa en la que el coste de seguir desmantelando el barco superaría el valor de la chatarra. La SSS lo ofreció en subasta, pero no se recibió ninguna oferta.

## Pecio

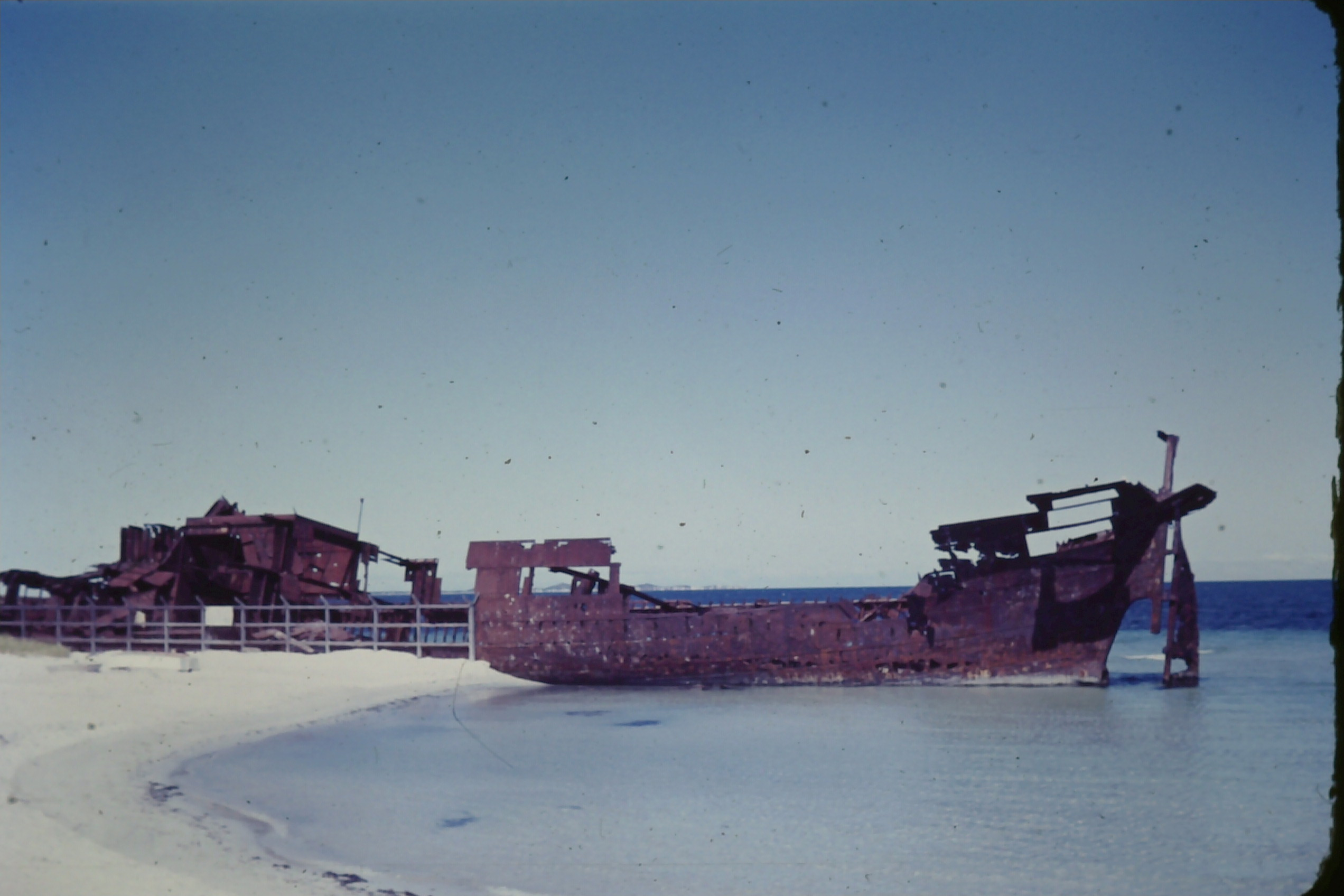
El naufragio del Kwinana en la playa de Kwinana alrededor de 1960

El 9 de diciembre de 1921, el casco fue remolcado a Careening Bay, Garden Island, Australia Occidental. En una tormenta el 28 de julio de 1922, rompió sus amarras, fue arrastrado a través de Cockburn Sound y encalló a unos 5 kilómetros (3 millas) al norte de Rockingham. La Marina Real Australiana notificó que se retirara el naufragio, por lo que el SSS lo ofreció a la venta donde se encontraba. La oferta ganadora fue de un sindicato representado por un tal Owen Carlon.
A pesar de la venta, gran parte del naufragio permaneció en la playa. El 2 de mayo de 1941, fue parcialmente destruido por la explosión, pero sus restos sobrevivieron y fueron visibles durante muchos años. En 1959, la Fremantle Harbour Trust redujo el nivel del agua.
El naufragio se convirtió en una atracción menor y la encargada de correos local, Clara Wells, rápidamente comenzó a marcar sus bolsas de correo como Naufragio del Kwinana. La zona se hizo conocida como Kwinana Beach, y en 1937 Kwinana fue adoptado como el nombre oficial del municipio. En la década de 1960, el naufragio se había reducido mucho, pero todavía era reconocible. Desde entonces, se ha llenado de hormigón, formando una plataforma paralela a la costa que se utiliza para la pesca con caña. Partes de su casco aún son visibles, y su contorno todavía es distintivo desde el aire.